# Мъркюри-Атлас 4

## Цели
Мисията Мъркюри-Атлас 4 (МА-4) (на английски: Mercury-Atlas 4) e част от програма „Мъркюри“. Това е първият успешен безпилотен орбитален космически полет с ракетата-носител Атлас D, неин пети старт в програмата.

## Полетът
На борда е инсталиран симулатор на астронавт. Корабът прави една обиколка около Земята. Този полет е орбитално изпитание на глобалната мрежа за проследяване на Мъркюри (на английски: Mercury Tracking Network или съкр. MTN) и първа успешна орбитална мисия по програмата „Мъркюри“. Всички досегашни успешни стартове са суборбитални полети. Полезният товар представлява експериментален тренажор (за контролиране на условията в космическия кораб: налягане, температура, качество на атмосферата и т.н.), два магнетофона със запис на глас на човек (за проверка на връзката с кораба по цялата траектория на полета), животоподдържаща система, три камери и датчици за контрол на нивото на шума, вибрациите и радиацията. Полетът доказва способността на ракетата Атлас D LV-3B да изведе капсулата „Мъркюри“ в орбита, работоспособността на капсулата и нейните системи, възможността да работи напълно автономно, получени са и снимки на Земята с много добро качество. Капсулата се приводнява на около 176 мили на изток от Бермудските острови. 1 час и 22 минути след приводняването разрушителят USS Decatur (DD-936) (намирал се на около 34 мили от мястото на приводняване) прибира капсулата на борда.
Полет МА-4 приключва напълно успешно. За мисията е използван космическия кораб „Мъркюри“ № 8 (спасен по време на аварийния старт МА-3) и ракетата Атлас № 88D.